# Lifuella porelliformis
Lifuella porelliformis är en mossdjursart som först beskrevs av James Barrie Kirkpatrick 1888.  Lifuella porelliformis ingår i släktet Lifuella och familjen Phidoloporidae. Inga underarter finns listade i Catalogue of Life.